# Amphoe Fang

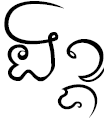
„Fang“ in Lan-Na-Schrift

Amphoe Fang (thailändisch อำเภอ ฝาง) ist ein Landkreis (Amphoe – Verwaltungs-Distrikt) im nördlichen Teil der Provinz Chiang Mai. Die Provinz Chiang Mai liegt in der Nordregion von Thailand.

## Geographie
Amphoe Fang liegt unweit der Grenze zu Myanmar in etwa 655 Metern Höhe im sogenannten Goldenen Dreieck. Fang befindet sich etwa 125 Kilometer nördlich der Provinzhauptstadt Chiang Mai und nur 24 Kilometer südöstlich der Grenze zu Myanmar.
Benachbarte Distrikte (von Nordosten im Uhrzeigersinn): die Amphoe Mae Ai der Provinz Chiang Mai, Mae Suai der Provinz Chiang Rai und Chai Prakan wiederum aus der Provinz Chiang Mai, sowie der Shan-Staat von Myanmar.
Der Nationalpark Doi Phahom Pok liegt im Distrikt Fang.

## Geschichte
Nach der „Yonok-Chronik“ wurde Mueang Fang im Jahr 641 von König Lawa Changkarat gegründet. Später regierte König Mangrai über Fang, bevor er ab 1294 Wiang Kum Kam und Chiang Mai gründete. Die Stadt bildete dann die Ausgangsbasis für die Eroberung des „Hariphunchai“-Reiches der Mon durch die Thai und entwickelte sich im 14. und 15. Jahrhundert zu einem bedeutenden Handelszentrum. Lange Zeit war Fang ein wichtiger Außenposten des Widerstandes gegen die birmanischen Expansionsbestrebungen in Nord-Thailand, wurde aber schließlich 1732 erobert. Ende des 18. Jahrhunderts gelang den Thai unter König Taksin die Rückeroberung. 1910 wurde Fang schließlich Teil der Provinz Chiang Rai und erhielt den Namen „Amphoe Mueang Fang“. 1925 wurde Fang Chiang Mai unterstellt, und 1938 wurde das „Mueang“ aus dem Namen entfernt, da es für Haupt-Distrikte der Provinzen reserviert war.
In der zweiten Hälfte des 20. Jahrhunderts galt der Ort als Knotenpunkt des Opiumhandels und Waffenschmuggels im Goldenen Dreieck. Heute ist Fang eine allmählich touristische Strukturen entwickelnde, aufstrebende Provinzstadt. Der Opiumanbau in der Umgebung wird mit Hilfe massiver finanzieller Zuwendungen der Regierung in Bangkok verstärkt auf alternative landwirtschaftliche Produkte umgestellt.

## Sehenswürdigkeiten

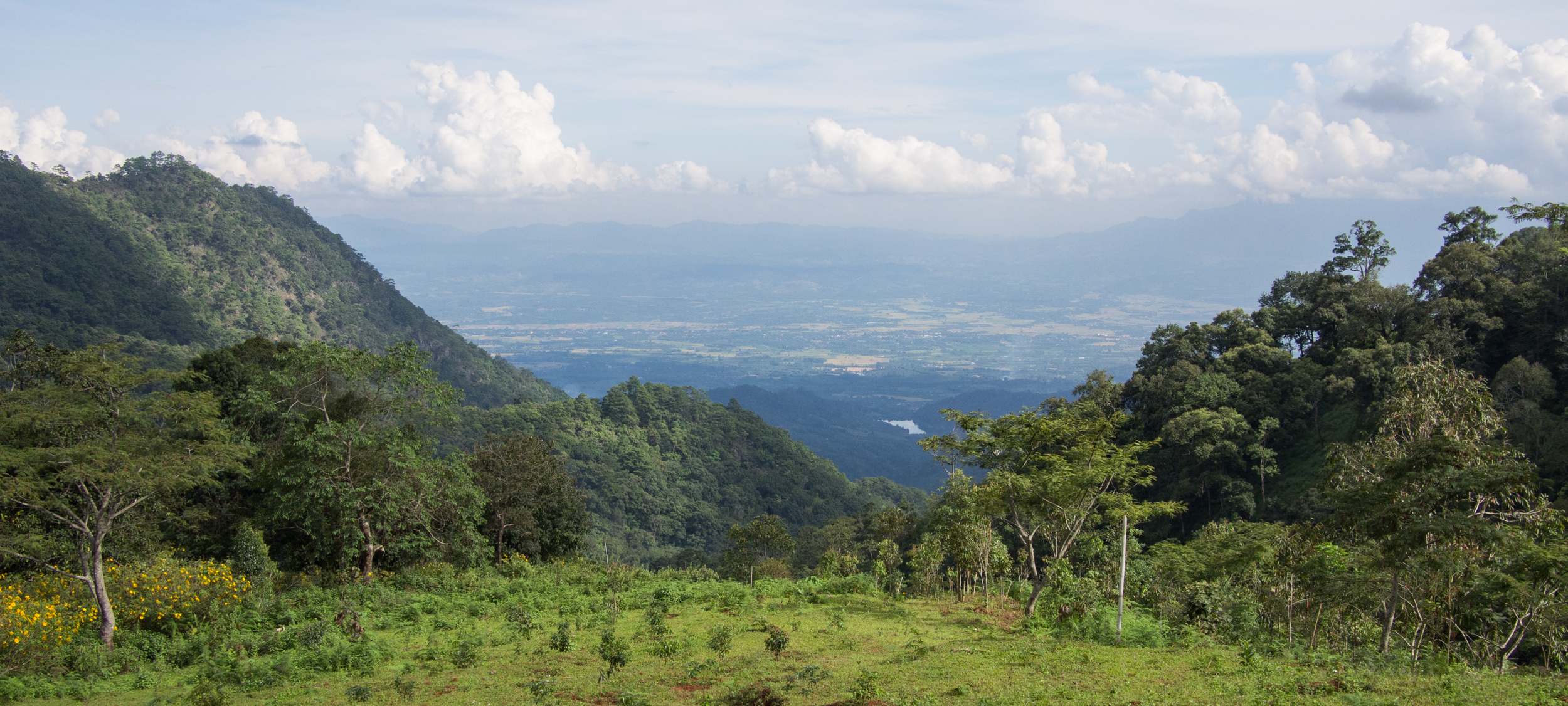
Blick in das Fang-Tal

Gemessen an ihrer Vergangenheit besitzt die Stadt relativ wenig besichtigenswertes Kulturgut. Reste der Befestigungsanlage aus der Gründungszeit und ein Brunnen, in den sich König Udom Sin und seine Frau gestürzt haben sollen, um der Gefangennahme durch die Birmanen zu entgehen, werden gerne gezeigt.
Besuchenswert sind die etwa zehn Kilometer außerhalb des Stadtzentrums gelegenen heißen Schwefelquellen, etwa 50 an der Zahl. Sie liegen im Nationalpark Doi Phahom Pok, auch Mae Fang genannt.
Ebenfalls einen Abstecher lohnt die landwirtschaftliche Versuchs- und Lehrfarm des Tribal Welfare Committee, auf der den Opiumbauern der Region der Anbau alternativer Produkte vermittelt wird.

## Verwaltung

### Provinzverwaltung
Der Landkreis Fang ist in acht Tambon („Unterbezirke“ oder „Gemeinden“) eingeteilt, die sich weiter in 119 Muban („Dörfer“) unterteilen.
| Nr. | Name         | Thai     | Muban | Einw.  |
| --- | ------------ | -------- | ----- | ------ |
| 01. | Wiang        | เวียง     | 20    | 25.223 |
| 03. | Mon Pin      | ม่อนปิ่น    | 15    | 17.432 |
| 04. | Mae Ngon     | แม่งอน    | 15    | 16.023 |
| 05. | Mae Sun      | แม่สูน     | 17    | 14.370 |
| 06. | San Sai      | สันทราย   | 17    | 11.050 |
| 10. | Mae Kha      | แม่คะ     | 15    | 13.384 |
| 11. | Mae Kha      | แม่ข่า     | 13    | 09.371 |
| 12. | Pong Nam Ron | โป่งน้ำร้อน | 07    | 05.586 |

Hinweis: Die fehlenden Nummern (Geocodes) gehören zu den Tambon, aus denen heute Chai Prakan besteht.

### Lokalverwaltung
Es gibt vier Kommunen mit „Kleinstadt“-Status (Thesaban Tambon) im Landkreis:
- San Sai (Thai: เทศบาลตำบลสันทราย) bestehend aus dem kompletten Tambon San Sai.
- Mae Kha (Thai: เทศบาลตำบลแม่ข่า) bestehend aus Teilen des Tambon Mae Kha.
- Ban Mae Kha (Thai: เทศบาลตำบลบ้านแม่ข่า) bestehend aus Teilen des Tambon Mae Kha.
- Wiang Fang (Thai: เทศบาลตำบลเวียงฝาง) bestehend aus Teilen des Tambon Wiang.

Außerdem gibt es sechs „Tambon-Verwaltungsorganisationen“ (องค์การบริหารส่วนตำบล – Tambon Administrative Organizations, TAO)
- Wiang (Thai: องค์การบริหารส่วนตำบลเวียง) bestehend aus Teilen des Tambon Wiang.
- Mon Pin (Thai: องค์การบริหารส่วนตำบลม่อนปิ่น) bestehend aus dem kompletten Tambon Mon Pin.
- Mae Ngon (Thai: องค์การบริหารส่วนตำบลแม่งอน) bestehend aus dem kompletten Tambon Mae Ngon.
- Mae Sun (Thai: องค์การบริหารส่วนตำบลแม่สูน) bestehend aus dem kompletten Tambon Mae Sun.
- Mae Kha (Thai: องค์การบริหารส่วนตำบลแม่คะ) bestehend aus dem kompletten Tambon Mae Kha.
- Pong Nam Ron (Thai: องค์การบริหารส่วนตำบลโป่งน้ำร้อน) bestehend aus dem kompletten Tambon Pong Nam Ron.